# 수페르가의 비극
수페르가의 비극(이탈리아어: Tragedia di Superga)은 1949년 5월 4일 수요일에 토리노 FC팀이 SL 벤피카와의 평가전을 마치고 리스본을 비행기편으로 출발하여 귀국하던 도중 토리노 근처 언덕에 있는 수페르가 성당 뒤쪽의 옹벽에 추락하여 토리노 구단의 선수, 코칭스태프, 비행기 승무원 등 총 31명의 탑승자 전원이 사망한 사고이다.

## 추락
토리노 FC 팀을 태운 Avio Linee Italiane(이탈리아 항공) 피아트 G212CP는 번개와 구름으로 인한 기상악화로 토리노에 대한 접근에 어려움을 겪고 있었다. 비행기는 조종사의 시야에 의존해서 착륙을 시도했다. 비행기는 토리노에 착륙을 시도하는 동안 비행기가 수페르가의 언덕 상단에 있는 대성당의 벽에 추락했다. 
이 사고는 제2차 세계 대전에 의해 1944년에 중단되기 전에 마지막으로 세리에에서 우승했던 전설적인 토리노팀 선수들의 생명을 빼앗아갔다는 사실은 전 이탈리아를 정신적 충격에 빠뜨렸다.
사고 당시 토리노 FC는 세리에 A 최강팀으로 이미 리그우승이 확정된 상황이었다. 그래서 이 사고 이후 4경기가 더 남았지만 이탈리아 축구협회는 토리노 FC의 우승으로 처리했다. 그럼에도 불구하고 토리노 FC는 정당하게 경기를 치러야 한다는 취지에서 유소년팀으로 급조하여 우승처리를 거부하고 출전하여 남은 4경기를 모두 승리로 장식하여 승점으로도 우승을 차지했다. 물론 상대팀들은 이 사고에 조의를 표한다고해서 자신의 팀도 유소년팀으로 구성했기 때문에 이길 수 있었던 것이다.
이 사고에 대해 1949년 5월 26일에 아르헨티나의 강호 리버 플레이트와 세리에 A의 나머지 강팀에서 선수를 차출하여 "토리노 Simbolo"(심볼릭 토리노)를 결성한 후 이 사고의 피해자의 가족들을 위문하기 위해 이 두 팀 간의 자선경기를 실시했다. 이 경기는 2-2 무승부로 끝났다.
또한 이 사고로 인하여 이탈리아 축구 국가대표팀은 주력선수들의 대부분을 잃는 바람에 1950년 FIFA 월드컵에서 디팬딩 챔피언임에도 불구하고 한 수 아래의 스웨덴에 패하여 조별리그에서 탈락했다.

## 사망자 명단

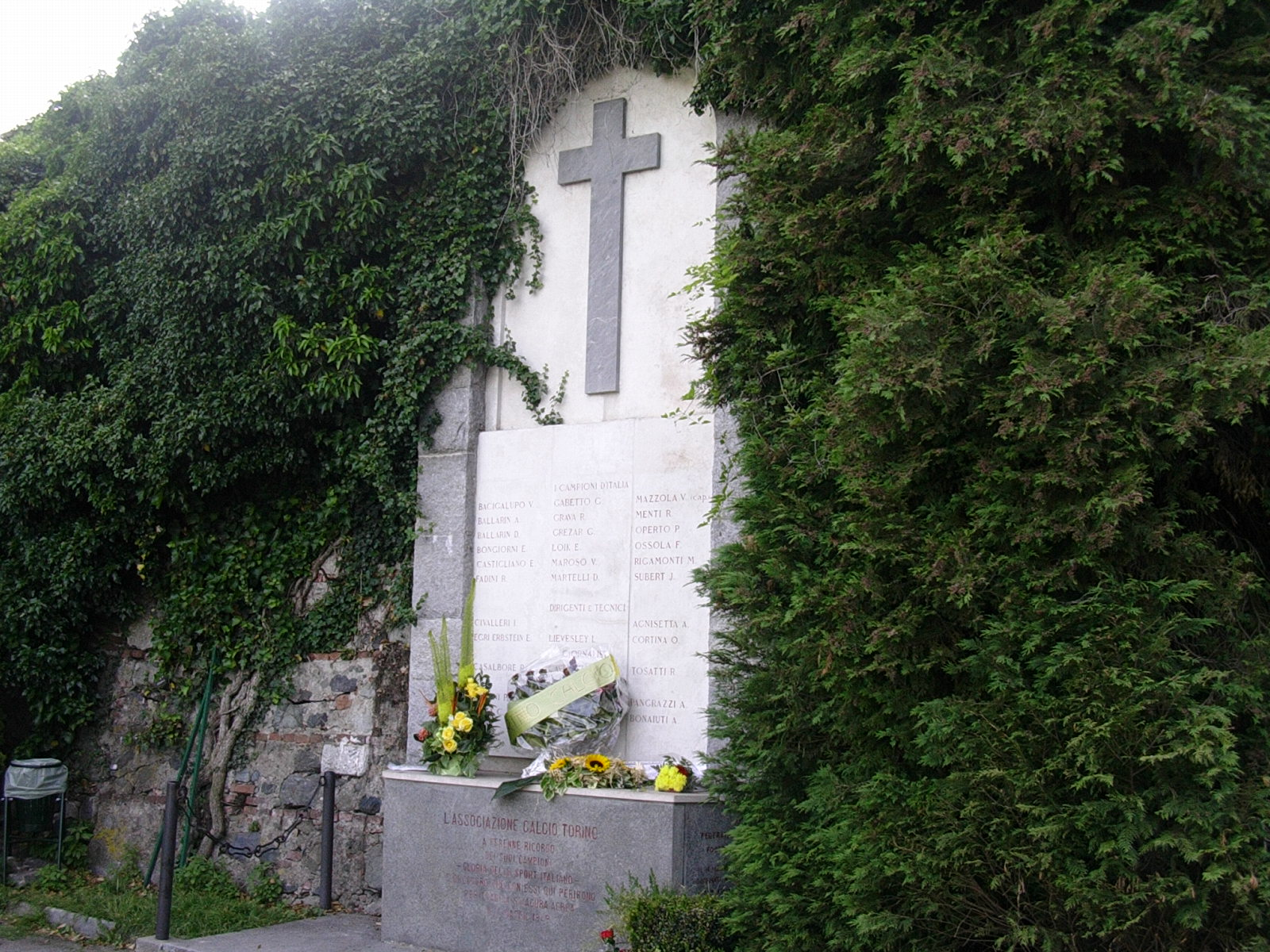
수페르가 성당에 있는 희생자 추모비

### 선수단
| 선수                    | 나이 | 국적     | 포지션 | 국가대표       |
| ----------------------- | ---- | -------- | ------ | -------------- |
| 발레리오 바찌갈루포     | 25   | 이탈리아 | GK     | 이탈리아       |
| 알도 발라린             | 27   | 이탈리아 | DF     | 이탈리아       |
| 디노 발라린             | 23   | 이탈리아 | DF     |                |
| 에밀 본죠리니           | 28   | 프랑스   | FW     | 프랑스         |
| 에우제비오 카스틸리아노 | 28   | 이탈리아 | MF     | 이탈리아       |
| 루벤스 파디니           | 21   | 이탈리아 | MF     |                |
| 굴리엘모 가베토         | 33   | 이탈리아 | FW     | 이탈리아       |
| 루게로 그라바           | 27   | 이탈리아 | FW     |                |
| 주세페 그레자르         | 30   | 이탈리아 | MF     | 이탈리아       |
| 에치오 로익             | 29   | 이탈리아 | MF     | 이탈리아       |
| 비르질리오 마로소       | 23   | 이탈리아 | DF     | 이탈리아       |
| 다닐로 마르텔리         | 24   | 이탈리아 | MF     |                |
| 발렌티노 마촐라         | 30   | 이탈리아 | MF     | 이탈리아       |
| 로메오 멘티             | 29   | 이탈리아 | FW     | 이탈리아       |
| 피에로 오프레토         | 22   | 이탈리아 | DF     |                |
| 프랑코 오솔라           | 27   | 이탈리아 | FW     | 이탈리아U-20   |
| 마리오 리가몬티         | 26   | 이탈리아 | MF     | 이탈리아       |
| 율리우스 슈베르트       | 26   | 헝가리   | MF     | 체코슬로바키아 |

### 코칭 스텝
| 이름                | 나이 | 국적     | 직책     | 비고                                      |
| ------------------- | ---- | -------- | -------- | ----------------------------------------- |
| 아날도 아그니세타   |      |          | 매니저   |                                           |
| 이폴리토 시발레리   |      |          | 매니저   |                                           |
| 어네스트 알베스타인 | 50   | 헝가리   | 트레이너 | 전직 토리노 FC 감독 출신(1938년 ~ 1939년) |
| 레슬리 리에베슬레이 | 37   | 잉글랜드 | 감독     |                                           |
| 옥타비오 코리나     |      |          | 안마사   |                                           |

### 승무원
| 이름               | 나이 | 국적     | 직책 | 비고 |
| ------------------ | ---- | -------- | ---- | ---- |
| 피에루이지 메로니  |      | 이탈리아 | 기장 |      |
| 안토니오 파그라찌  |      | 이탈리아 |      |      |
| 셀레스티노 디 잉카 |      |          |      |      |
| 세사르 비앙카디    |      |          |      |      |

### 신문기자
| 이름              | 나이 | 국적     | 직책       | 비고                |
| ----------------- | ---- | -------- | ---------- | ------------------- |
| 레나토 카사르보레 | 58   | 이탈리아 | 저널리스트 | 투토스포츠 창립자   |
| 루이지 카발레로   |      |          | 기자       | La Stampa           |
| 레나토 토사티     |      |          | 기자       | Gazzetta del Popolo |

### 기타
| 이름              | 나이 | 국적 | 직책   | 비고                       |
| ----------------- | ---- | ---- | ------ | -------------------------- |
| 안드레아 보나유티 |      |      | 조직책 | 토리노 FC의 경기일정 담당. |

## 같이 보기
- 잠비아 축구 국가대표팀 항공기 참사
- 뮌헨 비행기 참사